# Wschodnia osłona granitu karkonoskiego
Wschodnia osłona granitu karkonoskiego – jednostka geologiczna (tektoniczna) w Sudetach Zachodnich, wchodząca w skład bloku karkonosko-izerskiego.
Wschodnia osłona granitu karkonoskiego graniczy od zachodu z masywem karkonoskim i jest to kontakt intruzyjny, a także z metamorfikiem południowych Karkonoszy i jest to umowna strefa przejściowa. Od północy graniczy tektonicznie z metamorfikiem kaczawskim. Od wschodu graniczy z depresją śródsudecką, jest to kontakt częściowo sedymentacyjny, częściowo tektoniczny. Od południa graniczy z niecką podkarkonoską i jest to kontakt sedymentacyjny.
Jednostka ta zbudowana jest ze starych, przeobrażonych skał wieku staropaleozoicznego. Są to gnejsy, łupki łyszczykowe, amfibolity, łupki amfibolowe, zieleńce i łupki zieleńcowe, fyllity, marmury kalcytowe i dolomitowe, łupki serycytowe i chlorytowe. Skały wschodniej osłony granitu karkonoskiego pocięte są siecią żył kwarcowych.
Łupki łyszczykowe występują w kilku odmianach. Jedną z nich są hornfelsy, które występują na kontakcie z granitami masywu karkonoskiego. W karbonie nastąpiła intruzja granitu karkonoskiego, która spowodowała częściową powtórną metamorfozę skał w innych warunkach temperatur i ciśnień (metamorfizm kontaktowy).
Skały wschodniej osłony granitu karkonoskiego budują wschodnią część Rudaw Janowickich, południowo-wschodni skrawek Gór Kaczawskich w rejonie przełomu Bobru oraz wschodnią część Karkonoszy – masyw Śnieżki, Czarny Grzbiet, Kowarski Grzbiet i Lasocki Grzbiet.